# Buis-les-Baronnies
Buis-les-Baronnies este o comună în departamentul Drôme din sud-estul Franței. În 2009 avea o populație de 2.291 de locuitori.

## Evoluția populației
| An        | 1975  | 1982  | 1990  | 1999  | 2006  | 2009  |
| --------- | ----- | ----- | ----- | ----- | ----- | ----- |
| Populație | 1.729 | 1.885 | 2.030 | 2.226 | 2.283 | 2.291 |